# Liste der Bodendenkmäler in Wilhermsdorf
Auf dieser Seite sind die Bodendenkmäler in dem mittelfränkischen Markt Wilhermsdorf zusammengestellt. Diese Tabelle ist eine Teilliste der Liste der Bodendenkmäler in Bayern. Grundlage ist die Bayerische Denkmalliste, die auf Basis des Bayerischen Denkmalschutzgesetzes vom 1. Oktober 1973 erstmals erstellt wurde und seither durch das Bayerische Landesamt für Denkmalpflege geführt wird. Die folgenden Angaben ersetzen nicht die rechtsverbindliche Auskunft der Denkmalschutzbehörde.

## Bodendenkmäler in Wilhermsdorf

### Bodendenkmäler in der Gemarkung Katterbach
| Lage                  | Objekt                                                                    | Akten-Nr.     | Bild |
| --------------------- | ------------------------------------------------------------------------- | ------------- | ---- |
| Katterbach (Standort) | Bestattungsplatz vor- und frühgeschichtlicher Zeitstellung mit Grabhügel. | D-5-6530-0072 |      |

### Bodendenkmäler in der Gemarkung Kirchfarrnbach
| Lage                      | Objekt | Akten-Nr.     | Bild |
| ------------------------- | --- | ------------- | ---- |
| Kirchfarrnbach (Standort) | Begräbnisplatz vorgeschichtlicher Zeitstellung mit Bestattungen der Hallstattzeit in Grabhügeln. | D-5-6530-0073 |      |
| Kirchfarrnbach (Standort) | Handwerksplatz des Mittelalters und der frühen Neuzeit. | D-5-6530-0074 |      |
| Kirchfarrnbach (Standort) | Freilandstation des Mesolithikums. | D-5-6530-0075 |      |
| Kirchfarrnbach (Standort) | Freilandstation des Mesolithikums sowie Siedlung des Neolithikums. | D-5-6530-0076 |      |
| Kirchfarrnbach (Standort) | Mittelalterliche und frühneuzeitliche Befunde im Bereich der evangelisch-lutherischen Pfarrkirche St. Peter und Paul und ihrer Vorgängerbauten in Kirchfarrnbach einschließlich Kirchhof mit Körpergräbern. | D-5-6530-0133 |      |

### Bodendenkmäler in der Gemarkung Wilhermsdorf
| Lage                    | Objekt | Akten-Nr.     | Bild |
| ----------------------- | --- | ------------- | ---- |
| Wilhermsdorf (Standort) | Bestattungsplatz mit Grabhügeln vorgeschichtlicher Zeitstellung.                                                                                       | D-5-6530-0070 |      |
| Wilhermsdorf (Standort) | Archäologische Befunde im Bereich des mittelalterlichen Burgstalls und des abgegangenen frühneuzeitlichen Wasserschlosses in Wilhermsdorf.             | D-5-6530-0071 |      |
| Wilhermsdorf (Standort) | Begräbnisplatz vorgeschichtlicher Zeitstellung mit Bestattungen der Hallstattzeit in Grabhügeln.                                                       | D-5-6530-0091 |      |
| Wilhermsdorf (Standort) | Mittelalterlicher Vorgängerbau und frühneuzeitliche Befunde im Bereich der evangelisch-lutherischen Pfarrkirche St. Marien und Martin in Wilhermsdorf. | D-5-6530-0125 |      |
| Wilhermsdorf (Standort) | Archäologische Befunde im Bereich der frühneuzeitlichen Spitalkirche in Wilhermsdorf einschließlich Friedhof mit Körperbestattungen.                   | D-5-6530-0126 |      |
| Wilhermsdorf (Standort) | Archäologische Befunde im Bereich des abgegangenen Schlosses der frühen Neuzeit in Wilhermsdorf.                                                       | D-5-6530-0127 |      |